# Ґуміт

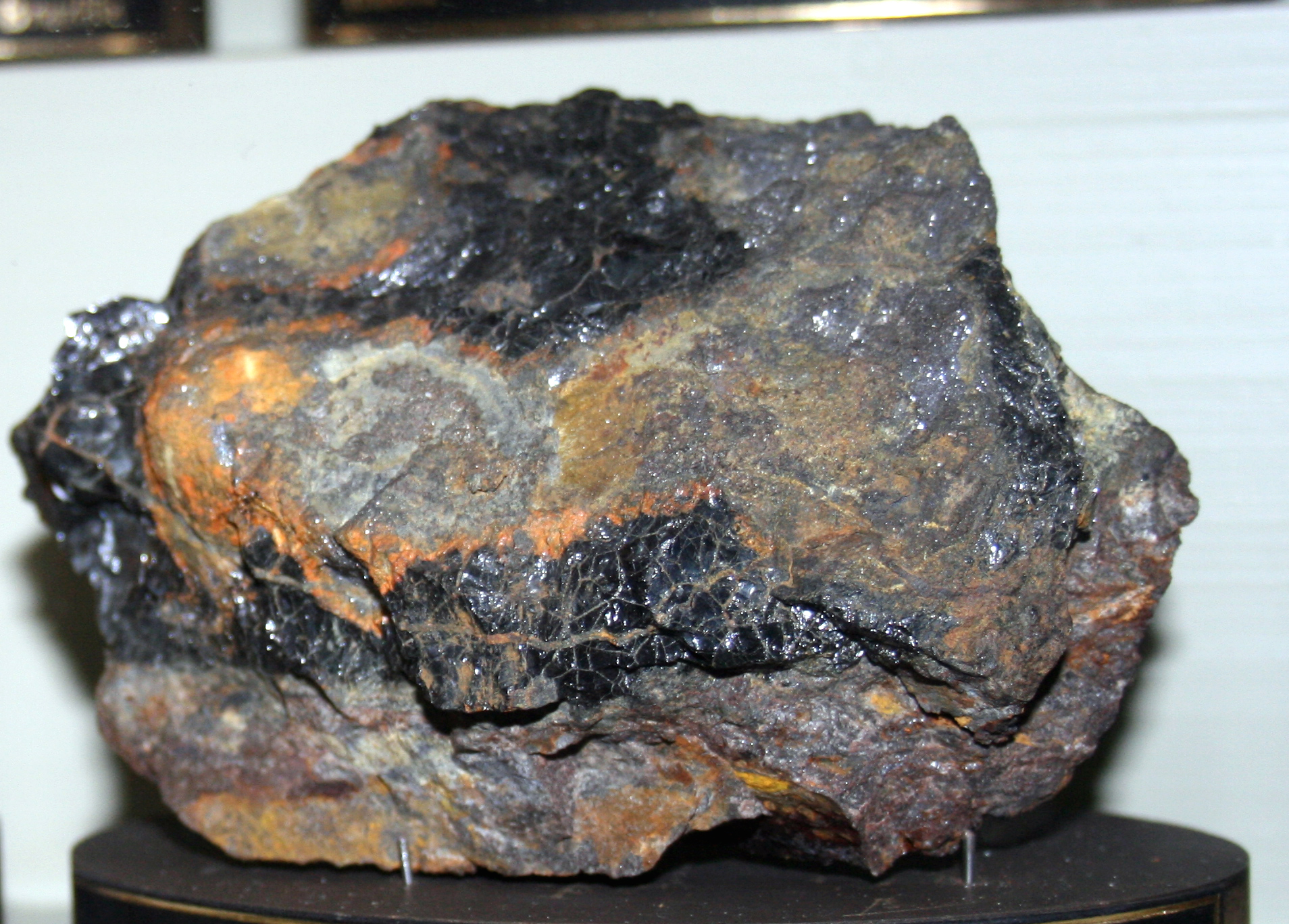
Ґуміт з колекції Празького національного музею

Ґуміт (рос. гуммит; англ. gummite; нім. Gummit m) — мінерал і мінеральні агрегати.
1) Колоїдна суміш гідроксидів урану й свинцю;
2) Галуазит;
3) Ґуміт ванадійстий — колоїдна суміш гідроксидів урану й свинцю з домішкою ванадію;
4) Ґуміт торіїстий — колоїдна суміш гідроксидів урану й свинцю з домішкою торію.